# Come mangiare i vermi fritti
Come mangiare i vermi fritti è un film del 2006 diretto da Bob Dolman e tratto dal romanzo Come mangiare vermi fritti di Thomas Rockwell.

## Trama
Il giovane Billy Forrester è debole di stomaco e molto spesso vomita. Lui e la sua famiglia, composta dai suoi genitori Mitch e Helen, e dal fratellino Woody, si sono appena trasferiti in una nuova città. Nella nuova scuola, Billy diventa ben presto l'obiettivo di una banda di bulli, i quali fanno con lui una scommessa: Billy dovrà mangiare 10 vermi in un giorno senza vomitare. Il perdente della scommessa dovrà recarsi a scuola con dei vermi nei pantaloni.

## Produzione
L'idea di realizzare questo film iniziò nel 1998 ma fu solamente nel luglio del 2005 che le riprese iniziarono.

## Incassi
Il film ha incassato nel solo primo weekend di programmazione 4.003.537 di dollari.